# غالب الوزير
غالب إبراهيم محمود الوزير (أبو ماهر؛ 1936 - 9 أغسطس 2017) هو مناضل فلسطيني.

## حياته ونشأته
من مواليد مدينة الرملة، وهُجر مع أسرته إلى قطاع غزة إثر الإحتلال الإسرائيلي للأراضي الفلسطينية في النكبة عام 1948. وهو من الذين أسسوا الثورة الفلسطينية منذ بدايات العمل التنظيمي في مرحلة الخمسينيات وهو شقيق القائد الوطني خليل الوزير أبو جهاد. درس المرحلة الإعدادية في مدارس وكالة الغوث والمرحلة الثانوية في مدارس مدينة يافا وحصل على شهادة الليسانس من جامعة دمشق، عاد إلى أرض الوطن في 1994، وشغل منصب مديراً للحكم المحلي في قطاع غزة حتى تقاعده عام 2002. أعتقل من ِقَبِل الجيش الإسرائيلي عام 1956 إّباَن العدوان الثلاثي على مصر وقطاع غزة.

## مسيرته وكفاحه
إلتحق بصفوف الثورة الفلسطينية منذ بدايتها في الخمسينات وهو من جيل المؤسسين لحركة فتح. غادر غزة وتنقل بين المملكة السعودية ودولة قطر الذي عمل فيها مدرساً، وقام على تأسيس إقليم حركة فتح فيها، ونتيجة لعلاقاته المميزة عمل على حشد الدعم المالي للثورة من السعودية وقطر. بدأ مهامه النضالية كمدير لمدرسة أسر الشهداء ثم مديراً لمؤسسة أسر الشهداء في دمشق إضافةً إلى عمله في مكتب منظمة التحرير الفلسطينية في كل من قطر والسعودية.
في عام 1982، وأثناء الحرب الإسرائيلية على لبنان، قام بحرق سيارته أمريكية الصنع وحرقها أمام السفارة الأمريكية في قطر، والذي أدى إلى ترحيله ونفيه من قطرإلى بيروت، عاد إلى أرض الوطن بعد إتفاق اوسلو في العام 1994، وأستقر في قطاع غزة.

## وفاته
توفي غالب الوزير (أبو ماهر) يوم الثلاثاء الموافق 8 أغسطس 2017 في مدينة غزة بعد صراع مع المرض.

## أعلام
نعاه رئيس المجلس الوطني الفلسطيني، سليم الزعنون ووصفه «بالمناضل الوطني الكبير ومن الرعيل الأول الذين أسسوا للثورة الفلسطينية منذ بدايات العمل التنظيمي في مرحلة الخمسينيات، واستمر عطاءه المخلص لقضيته وشعبه».
نعته حركة فتح في بيان لها وقالت: «إن الفقيد المناضل أبو ماهر الوزير من أوائل من إلتحق بصفوف الثورة الفلسطينية منذ بدايات العمل التنظيمي في قطاع غزة، وأكدت على التاريخ النضالي الكبير للفقيد ابو ماهر الوزير الذي أفنى حياته في العمل النضالي مجسداً تاريخاً حافلاً في خدمة وطنه بكل إخلاص وإنتماء صادق».